# Associação Pró-Gestão das Águas da Bacia Hidrográfica do Rio Paraíba do Sul
A Agevap é uma associação de instituições pertencentes ao (Comitê da Bacia do rio Paraíba do Sul) - Ceivap, seu nome completo é Associação Pró-Gestão das Águas da Bacia Hidrográfica do rio Paraíba do Sul. Esta entidade foi criada em junho de 2002 com objetivo de exercer as funções de secretária do referido comitê.
O Comitê Ceivap como não tinha personalidade jurídica era impedido de contratação de funcionários, aquisição de material e exercícios das atividade necessária ao exercício da gestão de recursos hídricos do rio Paraíba do Sul.
Em setembro de 2004 a Agevap assinou seu primeiro contrato com a Agência Nacional de Águas (ANA), para exercer as funções da agência da bacia, sendo, principalmente, receber os recursos oriundos da cobrança pelo uso da água no rio Paraíba do Sul e investi-lo em programas para a gestão dos recursos hídricos da referia bacia.
Na ocasião da celebração dos 10 anos do Ceivap, foi assinado o quarto termo aditivo ao contrato de gestão da Agevap com a ANA, prorrogando sua vigência até 2010.
No ano de 2010, a AGEVAP assinou dois novos contratos de gestão com o Instituto Estadual do Ambiente do Rio de Janeiro (INEA). O primeiro deles concedeu à agência o direito de exercer o papel de secretaria executiva dos comitês afluentes do rio Paraíba do Sul no Estado do Rio de Janeiro: CBH - Médio Paraíba, CBH - Baixo Paraíba, CBH - Rio Dois Rios e CBH - Piabanha. O segundo contrato delegou à AGEVAP o direito de atuar como secretaria executiva do Comitê Guandu, comitê estadual que está diretamente ligado à bacia do rio Paraíba do Sul por causa da transposição no sistema Lajes/Guandu, em Barra do Piraí (RJ).
Os dois novos contratos permitiram à AGEVAP crescer e expandir seu quadro de funcionários e também sua área de atuação. De um corpo de sete funcionários, em 2011 a Agência passou a ter 41. Além da sede em Resende (RJ), foram implantadas seis Unidades Descentralizadas (UDs) pelos comitês estaduais: Volta Redonda (CBH - Médio Paraíba), Petrópolis (CBH - Piabanha), Nova Friburgo (CBH - Rio Dois Rios), Campos e Italva (CBH - Baixo Paraíba) e Seropédica (Guandu).

## Composição
A Agevap é composta por membros e suplentes inscritos no Ceivap e nos comitês na sua área de abrangência, que se voluntariam a participar da associação.
Na composição de 2004/2006 encontram-se inscritos 41 associados pertencentes do poder público e organizações civis.
Espera-se uma renovação dessa composição na ocasião da eleições dos novos membros do Ceivap, existe também a possibilidade, não confirmada, da abertura da associação a pessoas jurídicas não ligadas ao Comitê.

## Direção
- José Leomax (2001/2005)
- João Jerônimo Monticeli (2005/2006)
- Eliane Barbosa (2006)
- Edson Guaracy Lima Fujita (2008)

## Corpo funcional
Desde sua criação a Agevap tem seu comando exercido por uma diretoria eleita pelo conselho de administração, composta pelo diretor e por dois outros coordenadores.
As coordenações são divididas em Gestão e Técnica, cujos titulares são, respectivamente, Hendrik Mansur e Flávio Simões.
Participam do restante do corpo funcional funcionários escolhidos por seleção pública e outros contratados e terceiros que também auxiliam o processo de gestão dos recursos captados pela cobrança do uso das águas do rio Paraíba do Sul.